# Félix Díaz
Félix Díaz Prieto (1868 - 1945) foi um militar mexicano que participou na Revolução Mexicana.

## Juventude ePorfiriato
Era membro da família Díaz. Seu pai foi Félix Díaz Mori ('El Chato'), irmão de Porfirio Díaz.
Félix Díaz iniciou os seus estudos em Oaxaca, sua terra natal, e em 1888 obteve o título de engenheiro no Colégio Militar. Passou então ao serviço do Estado-Maior Presidencial de seu tio, o general e presidente do México, Porfirio Díaz, que a partir de então o promoveu e protegeu. Exerceu funções como deputado pelo seu estado e como candidato ao governo local; derrotado nesta eleição, foi designado cônsul do México no Chile. Regressou ao México em 1904 e foi nomeado Chefe da Polícia da Cidade do México. Foi governador de Oaxaca por apenas três dias; perdeu a eleição de 1911 para Benito Juárez Maza, filho de Benito Juárez, antigo presidente de México. No exército havia conseguido atingir a patente de brigadeiro-general, mas ao iniciar-se o governo de Francisco I. Madero solicitou a sua aposentação.

## Governo de Francisco I. Madero
Inimigo irreconciliável de Francisco I. Madero, rebelou-se em Veracruz em 16 de outubro de 1912. Para legitimar o seu movimento publicou um manifesto no qual afirmava que se propunha impor a paz mediante a justiça, e derrubar aqueles que haviam enganado o povo e estabelecer um governo provisório com pessoas de reconhecida probidade, inteligência e prestígio, sem olhar à sua filiação política. Afirmou defender a tese de que a paz traria consigo a liberdade e os bens materiais. Porém, o seu movimento não teve grande alcance: o general Joaquín Beltrán Castañares, comandante da praça derrotou-o e deteve-o no dia 24 desse mesmo mês. Foi submetido a um conselho de guerra, presidido por Rafael Dávila, sendo sentenciado à pena capital; ante o clamor popular e pressões militares, Francisco Madero comutou-lhe a pena por prisão perpétua. Transferido para uma prisão da capital, ali continuou a conspirar contra Madero.
Juntamente com Bernardo Reyes, foi um dos principais envolvidos no golpe militar contra Madero, no dia 9 de fevereiro de 1913. Nesse dia, alunos da Escola de Aspirantes e outras forças golpistas libertaram Félix Díaz e Bernardo Reyes, e prontamente tentaram tomar o Palácio Nacional. Díaz estabeleceu o seu quartel na Cidadela, após haverem sido repelidos pelo general Lauro Villar. Nove dias depois, Félix Díaz firmou o Pacto da Embaixada juntamente com o general Victoriano Huerta; neste documento ficava acordado que Félix Díaz nomearia os integrantes do novo gabinete embora ele não figurasse entre eles, e que lançaria a sua candidatura presidencial, a qual seria apoiada por Huerta.

## Governo de Victoriano Huerta
O Pacto da Embaixada não foi cumprido por Victoriano Huerta. Passados poucos meses, modificou o gabinete e manobrou para adiar ou suspender as eleições. Para o colocar de vez fora do jogo político, Huerta enviou-o ao Japão numa suposta missão especial. Regressou ao México sem ter chegado ao Japão, depois de ter vivido na Europa, estando Victoriano Huerta ainda no poder. Vítima de hostilidades cada vez maiores, teve que fugir para Cuba e Estados Unidos em outubro de 1913.

## Contrarrevolução

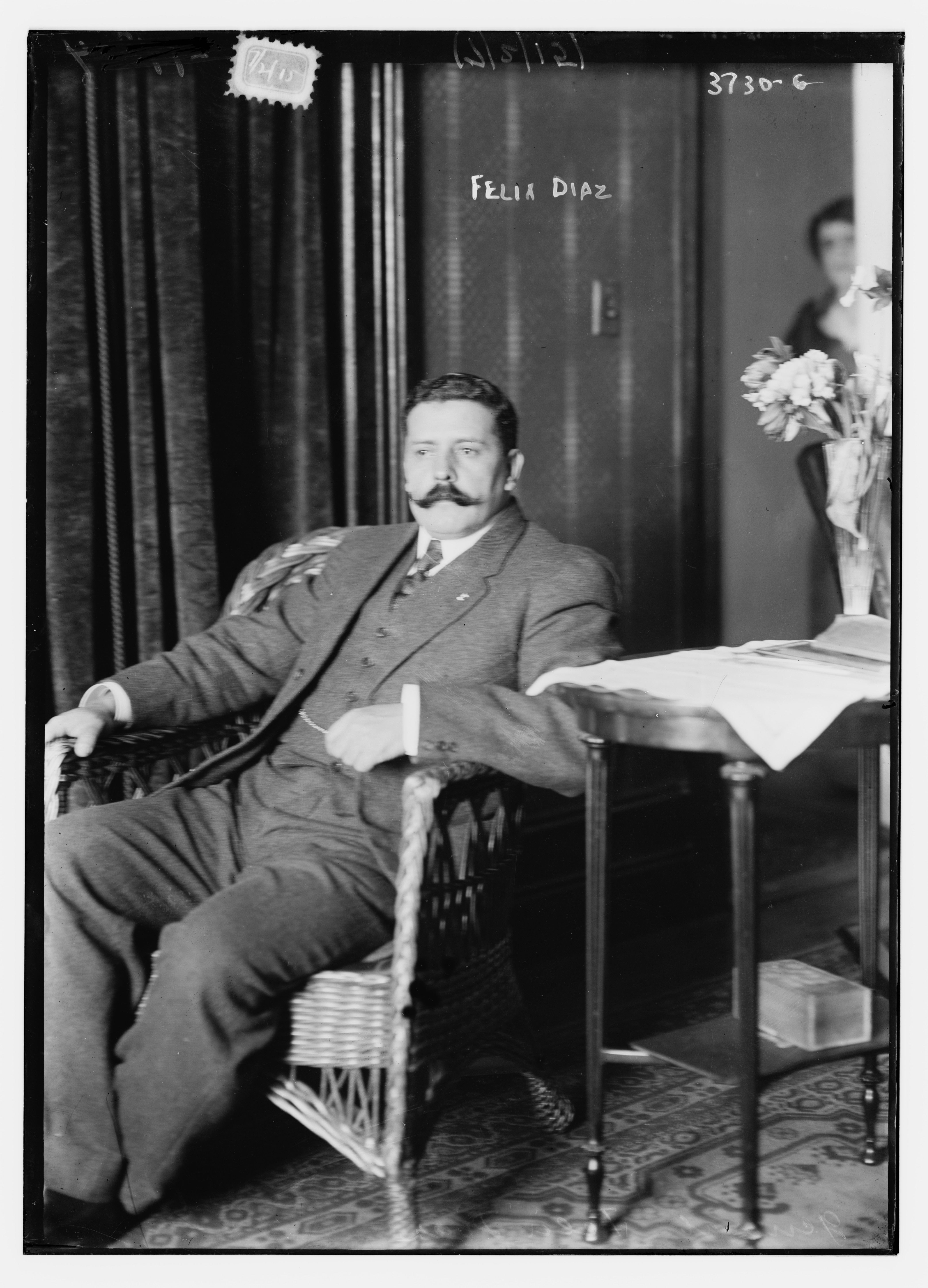
Félix Díaz

Regressou ao México novamente em 1916 para lutar contra Venustiano Carranza. Inicialmente fracassou em Oaxaca e Chiapas ao tentar liderar movimentos já existentes, com os seus próprios caudilhos e objetivos. Posteriormente foi para Veracruz, onde havia numerosos grupos de rebeldes anticarrancistas mas onde fazia falta um caudilho estadual; encontrou vários colegas seus também levantados em armas, como Gaudencio de la Llave e Higinio Aguilar. Foi assim que Félix Díaz encabeçou um poderoso movimento contrarrevolucionário, de 1917 a 1920. Os seus objetivos políticos estavam delineados no Plano de Tierra Colorada. Apesar de operarem sob o faustoso título de Exército Reorganizador Nacional, de facto os felicistas nunca foram mais além do que fazer uma típica guerra de guerrilha. A sua força residia, principalmente, no seu prestígio nacional e internacional, A promulgação da Constituição de 1917 fez com que Félix Díaz pretendesse assumir-se como líder nacional de uma luta contrarrevolucionária concentrada, mas também aqui fracassou. Embora muitos dos seus homens tenham reconhecido o Plano de Agua Prieta, Félix Díaz viveu exilado até 1941, quando regressou ao país, fixando-se em Veracruz, onde morreu em 1945.